# Lista över fornlämningar i Eskilstuna kommun (Öja)
Lista över fornlämningar i Eskilstuna kommun (Öja) är en förteckning av ett urval av de fornlämningar som finns i Öja i Eskilstuna kommun.
| Namn                   | Lämningstyp             | Tillkomsttid | Historisk indelning | Plats | Läge                 | ID-nr          | Bild                                      |
| ---------------------- | ----------------------- | ------------ | ------------------- | ----- | -------------------- | -------------- | ----------------------------------------- |
| Öja 1:1                | Stensättning            |              | Öja, Södermanland   |       | 59.219831, 16.101290 | 10039400010001 | Ladda upp en bild av detta fornminne      |
| Öja 1:2                | Stensättning            |              | Öja, Södermanland   |       | 59.219735, 16.101149 | 10039400010002 | Ladda upp en bild av detta fornminne      |
| Öja 10:1               | Gravfält                |              | Öja, Södermanland   |       | 59.298424, 16.157897 | 10039400100001 | Ladda upp en bild av detta fornminne      |
| Öja 16:1               | Gravfält                |              | Öja, Södermanland   |       | 59.299725, 16.122935 | 10039400160001 | Ladda upp en bild av detta fornminne      |
| Öja 17:1               | Gravfält                |              | Öja, Södermanland   |       | 59.298438, 16.123806 | 10039400170001 | Ladda upp en bild av detta fornminne      |
| Öja 22:1               | Gravfält                |              | Öja, Södermanland   |       | 59.294934, 16.124282 | 10039400220001 | Ladda upp en bild av detta fornminne      |
| Öja 24:1               | Gravfält                |              | Öja, Södermanland   |       | 59.278339, 16.123493 | 10039400240001 | Ladda upp en bild av detta fornminne      |
| Korshagen (Öja 25:1)   | Gravfält                |              | Öja, Södermanland   |       | 59.286539, 16.152107 | 10039400250001 | Ladda upp en bild av detta fornminne      |
| Öja 26:1               | Stensättning            |              | Öja, Södermanland   |       | 59.285766, 16.151405 | 10039400260001 | Ladda upp en bild av detta fornminne      |
| Öja 30:1               | Stensättning            |              | Öja, Södermanland   |       | 59.300080, 16.123934 | 10039400300001 | Ladda upp en bild av detta fornminne      |
| Öja 30:2               | Stensättning            |              | Öja, Södermanland   |       | 59.300211, 16.123751 | 10039400300002 | Ladda upp en bild av detta fornminne      |
| Öja 32:1               | Gravfält                |              | Öja, Södermanland   |       | 59.271216, 16.087981 | 10039400320001 | Ladda upp en bild av detta fornminne      |
| Öja 33:1               | Stensättning            |              | Öja, Södermanland   |       | 59.269726, 16.085809 | 10039400330001 | Ladda upp en bild av detta fornminne      |
| Öja 33:2               | Stensättning            |              | Öja, Södermanland   |       | 59.269267, 16.085958 | 10039400330002 | Ladda upp en bild av detta fornminne      |
| Öja 36:1               | Gravfält                |              | Öja, Södermanland   |       | 59.275646, 16.089558 | 10039400360001 | Ladda upp en bild av detta fornminne      |
| Öja 37:1               | Stensättning            |              | Öja, Södermanland   |       | 59.279468, 16.087933 | 10039400370001 | Ladda upp en bild av detta fornminne      |
| Öja 37:2               | Stensättning            |              | Öja, Södermanland   |       | 59.279365, 16.087769 | 10039400370002 | Ladda upp en bild av detta fornminne      |
| Öja 37:3               | Stensättning            |              | Öja, Södermanland   |       | 59.279290, 16.087948 | 10039400370003 | Ladda upp en bild av detta fornminne      |
| Öja 37:4               | Stensättning            |              | Öja, Södermanland   |       | 59.279417, 16.088131 | 10039400370004 | Ladda upp en bild av detta fornminne      |
| Visberget (Öja 38:1)   | Fornborg                |              | Öja, Södermanland   |       | 59.275604, 16.062051 | 10039400380001 | Ladda upp en till bild av detta fornminne |
| Öja 40:1               | Grav- och boplatsområde |              | Öja, Södermanland   |       | 59.290154, 16.161862 | 10039400400001 | Ladda upp en bild av detta fornminne      |
| Öja 42:1               | Gravfält                |              | Öja, Södermanland   |       | 59.292483, 16.157556 | 10039400420001 | Ladda upp en bild av detta fornminne      |
| Öja 43:1               | Stensättning            |              | Öja, Södermanland   |       | 59.294630, 16.164984 | 10039400430001 | Ladda upp en bild av detta fornminne      |
| Öja 43:2               | Stensättning            |              | Öja, Södermanland   |       | 59.294778, 16.165019 | 10039400430002 | Ladda upp en bild av detta fornminne      |
| Öja 43:3               | Stensättning            |              | Öja, Södermanland   |       | 59.294904, 16.164971 | 10039400430003 | Ladda upp en bild av detta fornminne      |
| Öja 43:4               | Stensättning            |              | Öja, Södermanland   |       | 59.294922, 16.164715 | 10039400430004 | Ladda upp en bild av detta fornminne      |
| Öja 45:1               | Gravfält                |              | Öja, Södermanland   |       | 59.290317, 16.178692 | 10039400450001 | Ladda upp en bild av detta fornminne      |
| Öja 54:1               | Gravfält                |              | Öja, Södermanland   |       | 59.296981, 16.214342 | 10039400540001 | Ladda upp en bild av detta fornminne      |
| Sö 88 (Öja 57:1)       | Runristning             |              | Öja, Södermanland   | Valby | 59.271816, 16.128378 | 10039400570001 | Ladda upp en bild av detta fornminne      |
| Öja 59:1               | Stensättning            |              | Öja, Södermanland   |       | 59.278785, 16.089317 | 10039400590001 | Ladda upp en bild av detta fornminne      |
| Öja 59:2               | Stensättning            |              | Öja, Södermanland   |       | 59.278641, 16.089466 | 10039400590002 | Ladda upp en bild av detta fornminne      |
| Öja 61:1               | Röse                    |              | Öja, Södermanland   |       | 59.266432, 16.224368 | 10039400610001 | Ladda upp en bild av detta fornminne      |
| Öja 64:1               | Stensättning            |              | Öja, Södermanland   |       | 59.291281, 16.210914 | 10039400640001 | Ladda upp en bild av detta fornminne      |
| Borgklippan (Öja 67:1) | Borg                    |              | Öja, Södermanland   |       | 59.272646, 16.127260 | 10039400670001 | Ladda upp en bild av detta fornminne      |
| Öja 69:1               | Stensättning            |              | Öja, Södermanland   |       | 59.275221, 16.097251 | 10039400690001 | Ladda upp en bild av detta fornminne      |
| Öja 70:1               | Hög                     |              | Öja, Södermanland   |       | 59.276259, 16.097468 | 10039400700001 | Ladda upp en bild av detta fornminne      |
| Öja 78:1               | Gravfält                |              | Öja, Södermanland   |       | 59.285351, 16.153951 | 10039400780001 | Ladda upp en bild av detta fornminne      |
| Öja 79:1               | Stensättning            |              | Öja, Södermanland   |       | 59.279518, 16.133834 | 10039400790001 | Ladda upp en bild av detta fornminne      |
| Öja 80:1               | Gravfält                |              | Öja, Södermanland   |       | 59.277360, 16.127503 | 10039400800001 | Ladda upp en bild av detta fornminne      |
| Öja 81:1               | Stensättning            |              | Öja, Södermanland   |       | 59.293975, 16.149481 | 10039400810001 | Ladda upp en bild av detta fornminne      |
| Öja 84:1               | Stensättning            |              | Öja, Södermanland   |       | 59.282117, 16.192221 | 10039400840001 | Ladda upp en bild av detta fornminne      |
| Öja 84:2               | Stensättning            |              | Öja, Södermanland   |       | 59.282049, 16.193005 | 10039400840002 | Ladda upp en bild av detta fornminne      |
| Öja 86:1               | Hällristning            |              | Öja, Södermanland   |       | 59.283188, 16.210208 | 10039400860001 | Ladda upp en bild av detta fornminne      |
| Öja 87:1               | Stensättning            |              | Öja, Södermanland   |       | 59.284135, 16.198396 | 10039400870001 | Ladda upp en bild av detta fornminne      |
| Öja 98:1               | Stensättning            |              | Öja, Södermanland   |       | 59.301532, 16.153785 | 10039400980001 | Ladda upp en bild av detta fornminne      |
| Öja 98:2               | Stensättning            |              | Öja, Södermanland   |       | 59.301402, 16.153964 | 10039400980002 | Ladda upp en bild av detta fornminne      |
| Öja 99:1               | Stensättning            |              | Öja, Södermanland   |       | 59.302565, 16.152637 | 10039400990001 | Ladda upp en bild av detta fornminne      |
| Öja 100:1              | Stensättning            |              | Öja, Södermanland   |       | 59.299123, 16.133962 | 10039401000001 | Ladda upp en bild av detta fornminne      |
| Öja 104:1              | Stensättning            |              | Öja, Södermanland   |       | 59.284170, 16.171151 | 10039401040001 | Ladda upp en bild av detta fornminne      |
| Öja 109:1              | Stensättning            |              | Öja, Södermanland   |       | 59.304471, 16.162109 | 10039401090001 | Ladda upp en bild av detta fornminne      |
| Öja 111:1              | Stensättning            |              | Öja, Södermanland   |       | 59.298625, 16.173299 | 10039401110001 | Ladda upp en bild av detta fornminne      |
| Öja 111:2              | Stensättning            |              | Öja, Södermanland   |       | 59.298759, 16.173367 | 10039401110002 | Ladda upp en bild av detta fornminne      |
| Öja 111:3              | Stensättning            |              | Öja, Södermanland   |       | 59.298507, 16.173290 | 10039401110003 | Ladda upp en bild av detta fornminne      |
| Öja 112:1              | Stensättning            |              | Öja, Södermanland   |       | 59.289657, 16.171548 | 10039401120001 | Ladda upp en bild av detta fornminne      |
| Öja 115:1              | Stensättning            |              | Öja, Södermanland   |       | 59.291038, 16.117350 | 10039401150001 | Ladda upp en bild av detta fornminne      |
| Öja 118:1              | Gravfält                |              | Öja, Södermanland   |       | 59.296070, 16.151636 | 10039401180001 | Ladda upp en bild av detta fornminne      |
| Öja 120:1              | Stensättning            |              | Öja, Södermanland   |       | 59.314125, 16.205227 | 10039401200001 | Ladda upp en bild av detta fornminne      |
| Öja 120:2              | Stensättning            |              | Öja, Södermanland   |       | 59.313882, 16.204800 | 10039401200002 | Ladda upp en bild av detta fornminne      |
| Öja 121:1              | Stensättning            |              | Öja, Södermanland   |       | 59.291240, 16.180429 | 10039401210001 | Ladda upp en bild av detta fornminne      |
| Öja 131:1              | Stensättning            |              | Öja, Södermanland   |       | 59.283854, 16.179517 | 10039401310001 | Ladda upp en bild av detta fornminne      |
| Öja 132:1              | Stensättning            |              | Öja, Södermanland   |       | 59.282346, 16.180660 | 10039401320001 | Ladda upp en bild av detta fornminne      |
| Öja 135:1              | Stensättning            |              | Öja, Södermanland   |       | 59.284052, 16.172845 | 10039401350001 | Ladda upp en bild av detta fornminne      |
| Öja 136:1              | Gravfält                |              | Öja, Södermanland   |       | 59.292116, 16.213793 | 10039401360001 | Ladda upp en bild av detta fornminne      |
| Öja 137:1              | Stensättning            |              | Öja, Södermanland   |       | 59.282301, 16.196276 | 10039401370001 | Ladda upp en bild av detta fornminne      |
| Öja 139:1              | Stensättning            |              | Öja, Södermanland   |       | 59.284763, 16.194569 | 10039401390001 | Ladda upp en bild av detta fornminne      |